# The Divas of Doom
The Divas of Doom was een heel professioneel worsteltag team dat actief is in de WWE op Raw en SmackDown. Het team werd op 12 augustus 2011 opgericht door Beth Phoenix en Natalya. 

## Prestaties
- WWE
  - WWE Divas Championship (1 keer, huidig) - Beth Phoenix